# 罐头嘴镇
罐头嘴镇，是中华人民共和国湖南省常德市汉寿县下辖的一个乡镇级行政单位。

## 行政区划
罐头嘴镇下辖以下地区：
罐头咀社区、周家湖村、红光村、张家汊村、新联村、光华村、新建村、和平村、双庆村、永丰村、盘古村、太兴村、聂家山村、双合村、保北村、保南村、南赶村、苏家吉村、合兴村、福兴村、捕捞生活区和农场生活区。